# Halowe Mistrzostwa Świata w Lekkoatletyce 2004 – pchnięcie kulą kobiet
Pchnięcie kulą kobiet – jedna z konkurencji rozgrywanych podczas halowych mistrzostw świata w lekkoatletyce w 2004. Kwalifikacje oraz finał odbyły się 5 marca.
Do kwalifikacji zgłoszonych zostało 19 zawodniczek z 15 państw.
Zawody w tej konkurencji wygrała reprezentantka Rosji Swietłana Kriwielowa. Drugą pozycję zajęła zawodniczka z Kuby Yumileidi Cumbá, trzecią zaś reprezentująca Niemcy Nadine Kleinert.
Złoty medal tuż po zakończeniu zmagań otrzymała Ukrainka Wita Pawłysz, który został jej odebrany po tym, jak u niej udowodniono stosowanie dopingu.

## Wyniki

### Kwalifikacje
Źródło: 
Grupa A
| Miejsce | Zawodniczka          | Państwo           | Podejście | Podejście | Podejście | Wynik | Uwagi |
| Miejsce | Zawodniczka          | Państwo           | #1        | #2        | #3        | Wynik | Uwagi |
| ------- | -------------------- | ----------------- | --------- | --------- | --------- | ----- | ----- |
| 1.      | Swietłana Kriwielowa | Rosja             | 19,46     | –         | –         | 19,46 |       |
| 2.      | Li Meiju             | Chiny             | 18,76     | –         | –         | 18,76 | SB    |
| 3.      | Nadine Kleinert      | Niemcy            | 18,62     | –         | –         | 18,62 |       |
| 4.      | Nadzieja Astapczuk   | Białoruś          | 18,60     | –         | –         | 18,60 | SB    |
| 5.      | Misleydis González   | Kuba              | 18,12     | 18,56     | –         | 18,56 | PB    |
| 6.      | Lieja Tunks          | Holandia          | X         | 18,39     | 18,36     | 18,39 | SB    |
| 7.      | Cleopatra Borel      | Trynidad i Tobago | 18,19     | X         | 16,96     | 18,19 |       |
| 8.      | Cristiana Checchi    | Włochy            | X         | X         | 18,11     | 18,11 |       |
| 9.      | Kristin Heaston      | Stany Zjednoczone | 16,53     | 17,52     | 17,86     | 17,86 |       |
| 10.     | Irini Terzoglu       | Grecja            | 16,80     | 16,95     | 17,04     | 17,04 |       |

Grupa B
| Miejsce | Zawodniczka         | Państwo       | Podejście | Podejście | Podejście | Wynik | Uwagi |
| Miejsce | Zawodniczka         | Państwo       | #1        | #2        | #3        | Wynik | Uwagi |
| ------- | ------------------- | ------------- | --------- | --------- | --------- | ----- | ----- |
| 1.      | Yumileidi Cumbá     | Kuba          | X         | 19,13     | –         | 19,13 | SB    |
| 2.      | Krystyna Zabawska   | Polska        | X         | X         | 18,42     | 18,42 |       |
| 3.      | Natalla Michniewicz | Białoruś      | 18,33     | 18,34     | X         | 18,34 |       |
| 4.      | Valerie Vili        | Nowa Zelandia | 17,96     | 18,22     | 17,72     | 18,22 | AR    |
| 5.      | Assunta Legnante    | Włochy        | 18,15     | 17,95     | X         | 18,15 |       |
| 6.      | Laurence Manfredi   | Francja       | 17,37     | 17,26     | 17,39     | 17,39 |       |
| 7.      | Li Fengfeng         | Chiny         | 17,16     | 16,85     | 16,91     | 17,16 | SB    |
| 8.      | Elisângela Adriano  | Brazylia      | 16,31     | 16,64     | 16,59     | 16,64 |       |
| –       | Wita Pawłysz        | Ukraina       | 18,88     | –         | –         | 18,88 |       |

### Finał
Źródło: 
| Miejsce | Zawodniczka          | Państwo  | Podejście | Podejście | Podejście | Podejście | Podejście | Podejście | Wynik | Uwagi |
| Miejsce | Zawodniczka          | Państwo  | #1        | #2        | #3        | #4        | #5        | #6        | Wynik | Uwagi |
| ------- | -------------------- | -------- | --------- | --------- | --------- | --------- | --------- | --------- | ----- | ----- |
| 01 !    | Swietłana Kriwielowa | Rosja    | 19,20     | 19,90     | X         | 19,17     | 19,82     | X         | 19,90 | SB    |
| 02 !    | Yumileidi Cumbá      | Kuba     | 19,00     | 19,21     | 19,31     | X         | 19,18     | 18,94     | 19,31 | SB    |
| 03 !    | Nadine Kleinert      | Niemcy   | 19,05     | 17,73     | 18,70     | 18,68     | 18,17     | 18,72     | 19,05 | SB    |
| 4.      | Krystyna Zabawska    | Polska   | 19,00     | 18,16     | 18,71     | X         | X         | X         | 19,00 | SB    |
| 5.      | Li Meiju             | Chiny    | 18,69     | X         | 18,00     | X         | 18,18     | 18,47     | 18,69 |       |
| 6.      | Misleydis González   | Kuba     | 18,20     | 18,17     | 17,95     | 18,41     | X         | X         | 18,41 |       |
| 7.      | Nadzieja Astapczuk   | Białoruś | 17,85     | X         | X         | 18,33     | X         | X         | 18,33 |       |
| –       | Wita Pawłysz         | Ukraina  | 19,08     | 20,39     | X         | 20,49     | X         | 19,55     | 20,49 |       |